# Campo da calcio

Misure di un campo da calcio secondo quanto stabilito dalle regole del gioco.

Il campo da calcio è la struttura, spesso situata in uno stadio, adibita a ospitare l'incontro. Viene disciplinato dal Punto 1 del Regolamento.

## Caratteristiche
Esso si compone di 3 parti:

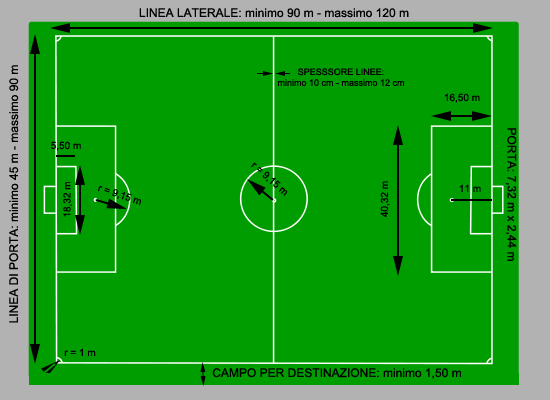
Rappresentazione di un campo con misure regolamentari, espresse in forma di metri (ingrandire per maggiori informazioni).

- terreno di gioco: la superficie rettangolare, delimitata da linee di porta e laterali, sulla quale ha svolgimento il gioco. È realizzato in erba naturale (Lolium perenne e Poa pratensis), erba sintetica oppure terra battuta.[2]
- campo per destinazione: una fascia di terra (con lo stesso materiale del terreno di gioco), estesa per almeno 150 cm oltre le linee laterali.
- recinto di gioco: si estende sino alla recinzione, che delimita la zona riservata al pubblico. Il recinto include eventuali piste di atletica leggera e la zona che conduce agli spogliatoi.[3]

A delimitare il terreno di gioco sono le strisce di colore bianco, che indicano inoltre le aree di rigore, le aree d'angolo e il cerchio di centrocampo. Al centro dei lati minori sono situate le porte, delimitate da legni (pali e traversa) e rete. Le linee del campo sono parte integrante del terreno di gara, pertanto il pallone che si trovi sulla linea è considerato in gioco.

## Misure e lunghezza
Data l'origine britannica del gioco, nonché l'iniziale predominio dell'IFAB nella stesura del regolamento, le dimensioni venivano espresse in iarde (yd) con l'equivalente approssimato in unità decimali. Oggi anche l'IFAB usa le unità metriche, con l'equivalente in unità imperiali tra parentesi (sebbene nel Regno Unito, colloquialmente, sia ancora popolare riferirsi alle iarde). Le misure sono riportate nella tabella seguente:
| Parametro       | Misura minima | Misura massima | Unità | Note |
| --------------- | ------------- | -------------- | ----- | --- |
| Lunghezza       | 90            | 120            | m     | Le misure diventano 100–110 per incontri internazionali |
| Larghezza       | 45            | 90             | m     | Le misure diventano 64–75 per incontri internazionali |
| Forma del campo | -             | -              | -     | Obbligatoriamente forma rettangolare |
| Linee del campo | -             | -              | -     | Larghezza massima 12 cm. Linee laterali obbligatoriamente più lunghe (in metri) delle linee di porta (linee di fondo campo); queste ultime obbligatoriamente della stessa larghezza dei pali della porta. |

Le misure standard consigliate dalla FIFA sono (lunghezza × larghezza) 105 × 68 m.

## Linee

### Cerchio di centrocampo

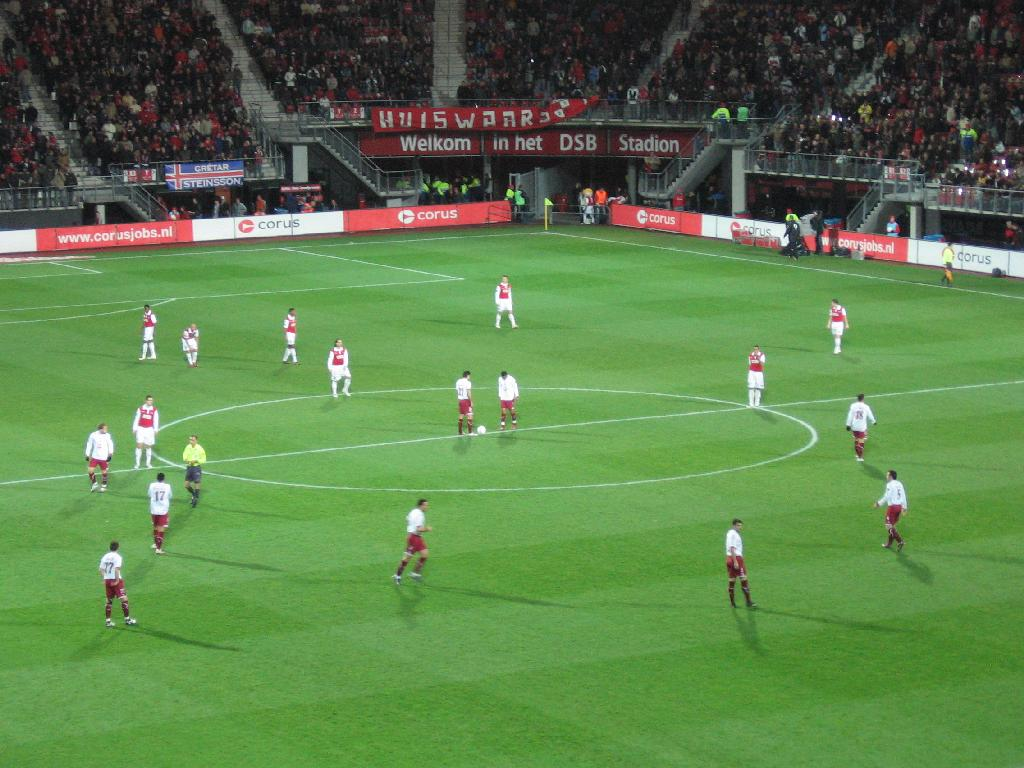
Visuale del cerchio di centrocampo durante un calcio d'inizio.

Il cerchio di centrocampo è una linea circolare, avente come centro il punto centrale del terreno di gioco utilizzato per il calcio d'inizio, e come misura del raggio 9,15 m. Tale circonferenza delimita la distanza minima dal pallone che devono tenere i giocatori difendenti durante un calcio d'inizio.

#### Descrizione e funzioni
(Dal sito dell'AIA)
Il cerchio di centrocampo viene identificato come una circonferenza tracciata sul terreno di gioco, che ha come centro il punto centrale del terreno di gioco utilizzato per il calcio d'inizio; al fine di verificarne la correttezza, si devono individuare due archi di circonferenza identici di direzione opposta combacianti in corrispondenza della linea mediana del terreno di gioco. La circonferenza deve avere un raggio che misuri 9,15 m (10 iarde del sistema imperiale), e di conseguenza un diametro di 18,3 m (20 iarde), compresi gli spessori delle linee .

#### Durante il calcio d'inizio
(Dal sito dell'AIA)
L'unica funzione del cerchio di centrocampo è quella di segnalare la distanza minima che i giocatori della squadra che non stanno battendo il calcio d'inizio devono mantenere dal pallone, posizionato nel punto centrale del terreno di gioco. Qualsiasi giocatore della squadra in possesso del pallone può posizionarsi all'interno del cerchio di centrocampo: il giocatore battente può occupare tutta l'area del cerchio, gli altri compagni devono invece restare nella propria metà del terreno di gioco. I giocatori avversari possono entrare all'interno dell'area del cerchio non appena il pallone è in gioco, ovvero quando la sfera è in chiaro movimento e viene spostata dal punto centrale di partenza; nel caso in cui un giocatore avversario entri nel cerchio di centrocampo prima che il pallone sia messo in gioco, il calcio d'inizio è considerato da ripetersi.

### Linea mediana
La linea mediana, chiamata anche linea di metà campo, è una linea continua, tracciata sul terreno di gioco parallelamente alle linee di porta, che divide in due metà il campo.
(Dal sito dell'AIA)
La linea mediana congiunge i punti medi delle due linee laterali e divide il cerchio di centrocampo in due archi di circonferenza identici di direzione opposta. Opzionalmente possono essere segnate delle linee tratteggiate come prolungamento della linea mediana fuori dalle linee laterali del campo.
Una funzione della linea mediana, oltre a dividere in due metà il terreno di gioco, è quello di indicare la delimitazione della posizione che tutti i giocatori devono tenere durante un calcio d'inizio, eccetto il giocatore che lo esegue: ognuno deve infatti restare nella propria metà campo, quindi non superare la linea mediana prima che il pallone sia in gioco.
Un ulteriore fine della linea mediana è quello di imporre il limite del fuorigioco: infatti se un giocatore attaccante che riceve il pallone, al momento del passaggio si trova nella propria metà campo, anche al di là della linea in corrispondenza del penultimo difensore, il fuorigioco non sussiste. Di conseguenza limita anche l'avanzamento sulla linea laterale all'assistente arbitrale: ove la linea in corrispondenza del penultimo difensore sia oltre la linea della metà campo dei difendenti, il guardalinee non può proseguire oltre la linea mediana.
In molti campi, non obbligatoriamente, in corrispondenza della linea di metà campo, posizionata all'esterno alla distanza minima di un metro, viene installata una bandierina per lato del campo, per agevolare le squadre, i giudici di linea e l'arbitro 
l'individuazione soprattutto da lontano dell'esatta posizione della linea di metà campo.
Nel caso dell'applicazione o meno della regola del fuorigioco, la linea di metà campo fa parte della porzione di campo interessata, per cui se un giocatore si trova esattamente sulla linea con una parte qualsiasi del suo corpo, davanti al penultimo o all'ultimo uomo della difesa avversaria, è in posizione di fuorigioco; non lo è se si trova completamente nella metà campo della sua squadra e non che occupa, in nessun modo, anche solo minimamente, lo spazio aereo di tale linea.

### Punto centrale
Il punto centrale, a volte chiamato punto del calcio d'inizio, è il punto che identifica il centro del campo e rappresenta il punto in cui deve essere posizionato il pallone per effettuare un calcio d'inizio. È contemporaneamente il punto medio della linea mediana e il centro del cerchio di centrocampo.
(Dal sito dell'AIA)
Fino a che il pallone rimane fermo sul punto centrale, esso è da considerarsi non in gioco; il pallone entra in gioco quando viene colpito dal calciatore che esegue il calcio d'inizio ed è in chiaro movimento, ovvero quando si viene spostato completamente dal punto centrale.

### Area di rigore

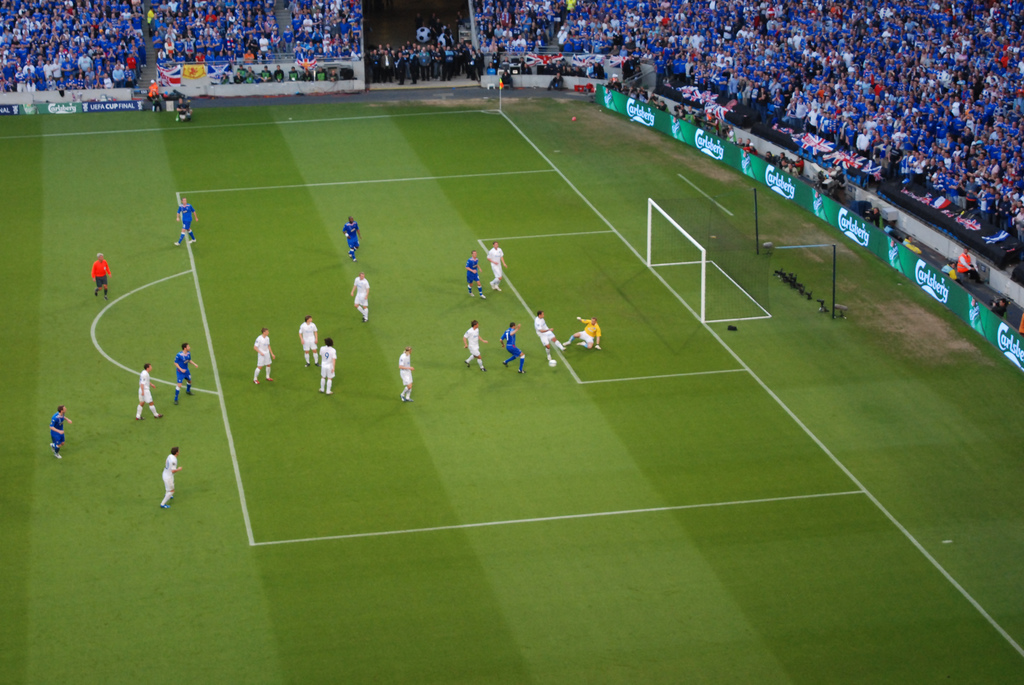
Visuale dell'area di rigore.

L'area di rigore è una zona rettangolare, situata davanti a ciascuna porta: all'interno di essa, il portiere della squadra difendente può toccare e trattenere il pallone con le mani.
Se la squadra difendente commette un fallo passibile di un calcio di punizione diretto all'interno di questa, alla squadra avversaria viene assegnato un calcio di rigore.

#### Descrizione e funzioni
(Dal sito dell'AIA.)
Ogni fallo di gioco che sia punito dal regolamento con un calcio di punizione diretto, se commesso all'interno della propria area di rigore, comporta un calcio di rigore contro la squadra che ha commesso il fallo. Anche se molto spesso gli arbitri tendono a non concedere tale penalità per i falli meno gravi, in area di rigore possono essere assegnati anche calci di punizione indiretti; in tal caso, se si calciasse direttamente in porta, e si segnasse, il gol non sarebbe valido, e il gioco riprenderebbe con un calcio di rinvio per la squadra avversaria.
Fino alla stagione 2018-2019 (inclusa), in caso di calcio di rinvio o di calcio di punizione a favore dei difendenti in area, il pallone era considerato in gioco solo nel momento in cui usciva direttamente dall'area di rigore verso il terreno di gioco. Se, in questi due casi, il pallone veniva toccato da un altro calciatore prima di uscire dall'area di rigore, o se usciva dal terreno di gioco senza essere prima uscito dall'area di rigore (es. finendo nella porta di chi ha eseguito la ripresa di gioco), il calcio di rinvio o il calcio di punizione dovevamo essere ripetuti. Questa regola è stata abrogata nella stagione 2019-2020.
L'introduzione dell'attuale area di rigore risale al 1901, mentre in precedenza esisteva un'area tracciata mediante una linea completamente retta a 12 iarde dal fondo campo. Dopo la modifica del regolamento, tale distanza fu comunque mantenuta per segnare il dischetto del rigore, tirandosi prima l'estrema punizione appunto dalla linea dell'area. Il nuovo regolamento fu introdotto in Italia nel 1904, in occasione dell'ingresso della FIF nella FIFA.

### Area di porta
L'area di porta, nota anche impropriamente come area piccola, è un'ulteriore area, tracciata sul terreno di gioco, all'interno di ciascuna area di rigore.
(Dal sito dell'AIA.)
Nell'area di porta si deve posizionare il pallone per effettuare il calcio di rinvio, tenendo conto che, indipendentemente dal punto della linea di porta da cui il pallone sia uscito, lo stesso può essere posizionato in qualsiasi punto di detta area. In caso di calcio di punizione indiretto a favore della squadra attaccante (se l'infrazione è stata commessa all'interno dell'area di porta), il pallone dovrà essere spostato perpendicolarmente sulla linea dell'area di porta parallela alla linea di porta nel punto più vicino al punto in cui è avvenuta l'infrazione (nel caso del calcio di punizione). Infine, similmente a quanto avviene per il calcio di rinvio, un calcio di punizione accordato alla squadra difendente all'interno della propria area di porta può essere eseguito da un qualsiasi punto di tale area.

## Elementi

### Porta
Al centro di ciascuno dei lati minori, si trova una porta delimitata dai pali (verticali) e dalla traversa (orizzontale). Essa, che insieme con il pallone rappresenta un elemento fondamentale, contiene la rete: il tessuto, ancorato ai legni e al terreno sottostante, è realizzato in canapa, juta oppure nylon.

### Bandierina e area d'angolo

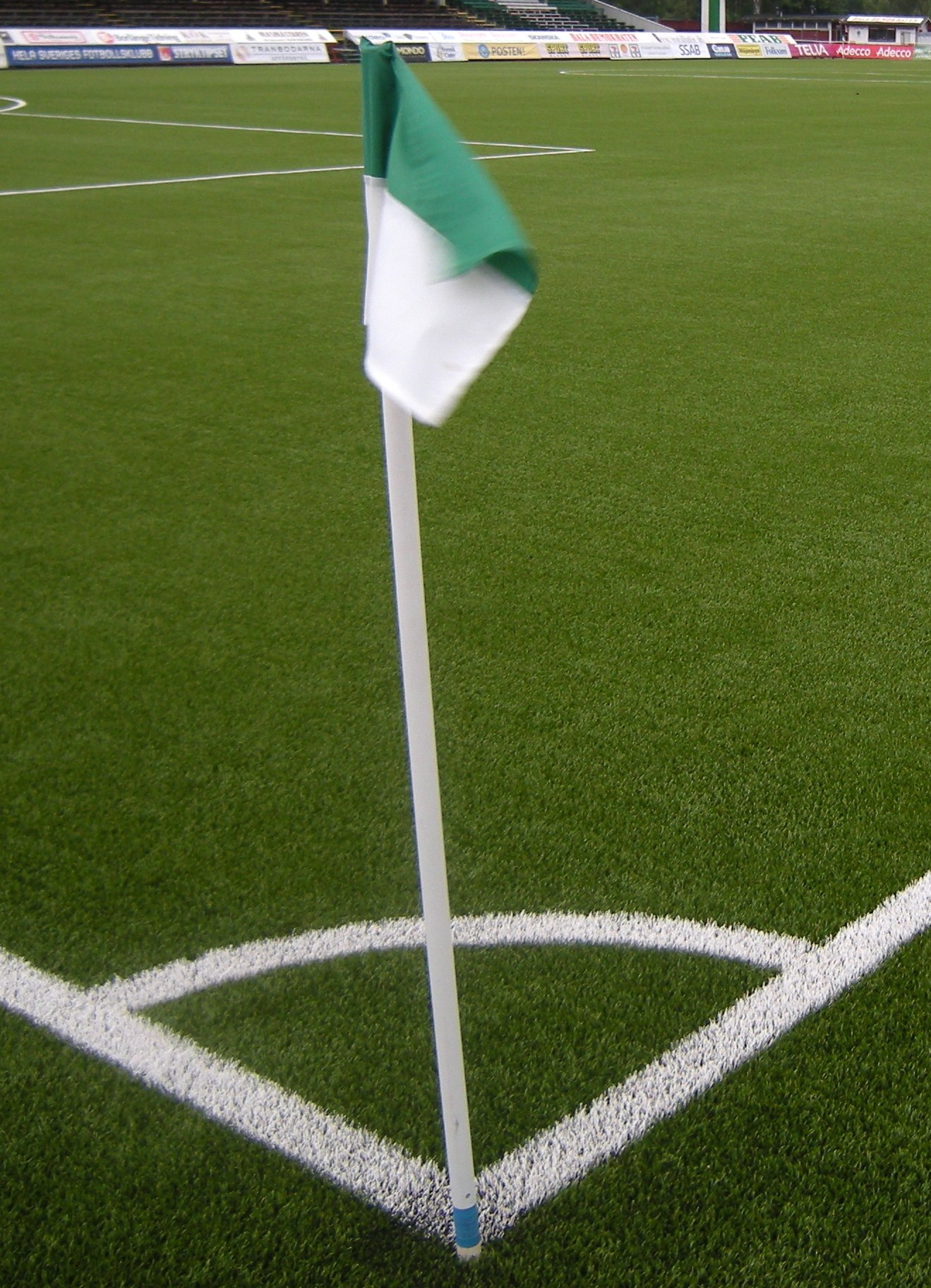
Bandierina e rispettiva area d'angolo.

In corrispondenza di ciascun vertice del terreno di gioco è posizionata un'asta con bandierina. L'asta per regolamento deve essere alta almeno 150 cm dal terreno stesso; la cima dell'asta inoltre non deve essere appuntita.
Le bandierine d'angolo hanno il compito di separare la linea laterale del campo dalla linea di fondocampo e sono obbligatorie per lo svolgimento della gara. Una bandierina non può essere rimossa, neanche per agevolare lo svolgimento del gioco. Il calciatore che sposti, rimuova o rompa volontariamente una bandierina deve essere punito con un'ammonizione.
Sempre presso ciascun vertice del terreno di gioco, la segnatura obbligatoria prevede un quarto di cerchio di un metro di raggio, avente centro al vertice stesso e denominato arco d'angolo; quest'ultimo, assieme ai due lati dell'angolo, delimita a sua volta l'area d'angolo, cioè l'area al cui interno va posizionato il pallone per eseguire un calcio d'angolo.
Il regolamento consente espressamente la presenza di bandierine anche in corrispondenza delle due estremità della linea mediana del terreno di gioco, purché poste a distanza di almeno un metro dalla linea stessa. Tali bandierine, a differenza delle bandierine d'angolo, non sono obbligatorie.

## Praticabilità del campo
La praticabilità del terreno di gioco viene valutata, quando necessario, dall'arbitro. Esso procede alla verifica in presenza dei capitani di entrambe le squadre, nei seguenti casi:
- Neve oppure fango che frenino i rimbalzi del pallone[15];
- Ghiaccio che renda pericoloso il gioco;
- Pioggia che freni i rimbalzi del pallone, oppure presenza di pozzanghere tali da pregiudicare lo svolgimento della partita;
- Vento intenso che impedisca al pallone di rimanere fermo[16];
- Nebbia oppure oscurità che precludano la vista delle porte, dalla parte opposta del campo.[13]

Ulteriori normative concernono la regolare manutenzione e misurazione del campo, al fine di evitare che una squadra possa trarne vantaggi illeciti nei confronti degli avversari, nonché verifiche di sicurezza atte a scongiurare pericoli per l'incolumità degli atleti derivanti dalla struttura o da parti di essa.